# 毒性学

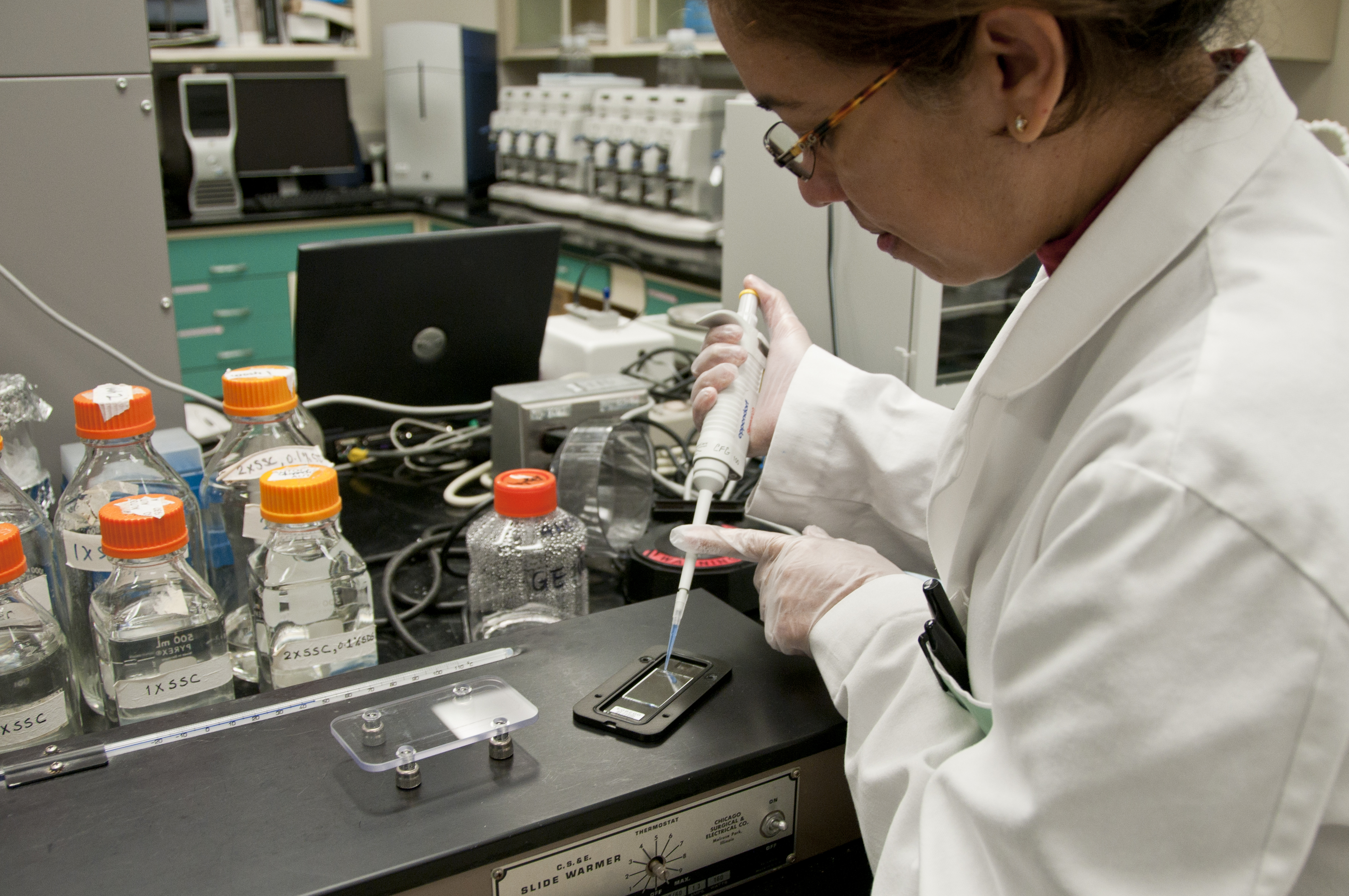
毒性学

毒性学（どくせいがく、Toxicology）とは、毒性、すなわち物質等による生物への悪影響に関する科学の分野である。具体的には、物質の種類や物理的・化学的性質と毒性との関係、毒性による症状およびその治療法、生物体内で毒性が発現する機序などを対象とし、物質のほかに放射線や紫外線などの物理的作用を対象に含める場合もある。一般に毒あるいは毒物、毒薬などという場合には毒性（特に急性毒性）が強い場合をいうが、毒性学の対象にはそれ以外の物質（たとえ食塩や砂糖でも大量に摂取すれば毒性がある）も含める。薬学、医学あるいは獣医学の1分野である。特に医薬品はその効力とともに強い毒性も併せ持つことが多く、開発に当たっては毒性を明らかにすることが不可欠である。また化学物質の法的規制の基礎を科学的に研究する分野＜レギュラトリ・サイエンスRegulatory science＞の中でも重要な位置を占める。 

## 研究対象
普通、生物としてはヒトまたは家畜を対象とする。野生生物を対象とする生態毒性学（Ecotoxicology）は別分野とすることが多い。環境毒性学（Environmental toxicology）は生態毒性学と同じ意味に使うことが多い（「環境中の有害物質による毒性の科学」の意味にも用いる）。
対象生物の名を冠してたとえば「植物毒性学」とか「魚毒性」といった用語も用いられる。特定の対象生物にだけ毒性が発現することを指して「選択毒性」という。たとえば抗生物質は病原菌だけに、殺虫剤は対象とする害虫だけに選択毒性を発揮するのが望ましい。 
なお俗に病原体の病原性の強さを指して「毒性」というが、これは普通、毒性学の範囲には入れない（病原体の出す毒素そのものは扱う）。

## 関連分野
ほぼ同じ意味で毒理学ということもある。またほぼ重なる分野であるが、有毒物質（毒性の強い物質）の種類や性質に重点を置く場合には毒物学といい、治療法等の臨床医学的な研究に重点を置く場合には中毒学（中毒を参照）という。そのほか関連分野として病理学の一分野毒性病理学、法医学の一分野法医毒性学、毒性物質の体内での動態（吸収、移動、代謝、排出による）を明らかにするトキシコキネティクス（毒物動態学）などがある。最近は遺伝子の多型や発現の違いと毒性の関係を研究するトキシコゲノミクス（ゲノミクス参照）が注目される。

## 毒性学の基本的概念
毒性学で基本となるのは用量相関性あるいは用量依存性の概念である。これは投与（服用）する量に応じて毒性の強さあるいは種類が異なることを意味する。具体的には、ある程度（閾値、しきい値）以下の用量では毒性が現れず（後述のように例外もあるが）、またそれより多い用量では用量が増すほど毒性が強くなる。 
俗に「ある物質が毒になるか薬になるかはそれを用いる量による」といわれるものである。また、存在量が少な過ぎても悪影響が現れることもある。
普通は閾値以下の用量では毒性が現れないとされる。ただし、発がんイニシエーター（下記）はこの閾値が求められない、つまりごく微量でも発がん影響が完全に0にはならないと考えられている（これについては正しくないという報告もあり議論が多いが、発がん物質の規制の立場からは一応そう考えられている）。
また直接でなく間接的に毒性を現す物質も多い。たとえばアセトアミノフェンは肝臓の酵素（シトクロムP450など）で代謝されて毒性を示すが、酵素には遺伝的な多様性（多型）があるため毒性に個体差が出ることもある。さらにある物質が酵素の活性を誘導したり逆に阻害したりするため、ほかの物質との組み合わせにより毒性が現れるような場合もある。このようなことも毒性学の重要な問題である。

## 毒性の種類
ふつう一般毒性と特殊毒性に分類される。
- 一般毒性：明らかな形で（しばしば全身症状として）現れる毒性で、日常的に毒性と言われるのはこれである。次のように分けられる。
  - 急性毒性：投与直後から数日以内に発現する毒性である。この急性毒性の強さの尺度として用いられるのは半数致死用量（LD50),　または、半数致死濃度(LC50, 吸入毒性の場合)、すなわち同量投与された個体のうち半数が死に至る用量(濃度)である。単位としては普通mg/kg（体重1kg当りの投与mg）あるいは、mg/m3、またはppm(吸入毒性の場合、吸入ガス中濃度)を用いる。毒物・劇物などはLD50を目安に指定されている（毒物及び劇物取締法参照）。投与経路としては経口、経皮（皮膚から吸収される場合）、吸入、各種の注射（医薬品）などがある。投与後の3～4週間以内に発現する毒性は遅発性急性毒性と呼ばれる。
  - 慢性毒性：半年から1年程度の長期間にわたり連続または反復投与されることにより発現する毒性である。また1～3か月程度で発現する毒性を亜急性（または亜慢性）毒性という。

特定の臓器・組織に機能異常または病変が現れる場合には、その臓器・組織の名を冠して「心毒性」「肝毒性」「神経毒性」などと称する。また体内の細胞（または培養細胞）に対する毒性（細胞構造の破壊、細胞死、増殖阻害等）を「細胞毒性」という。
- 特殊毒性：次のような各種の毒性を含む。
  - 刺激性：皮膚や粘膜などに投与された物質によって炎症が引き起こされることをいう。物質自体によって起きる急性的影響を一次刺激性といい、物質によって特異的にアレルギー反応が起こされる場合を感作性という。なお強酸・強アルカリなどのように皮膚や粘膜自体が破壊される場合は腐食性という。
  - 免疫毒性：免疫機能の抑制やアレルギー反応の亢進など。感作性を含めることもある。
  - 発癌性：がんの原因となる性質。
  - 変異原性（遺伝毒性）：遺伝子または染色体の異常を起こす性質。変異原性は一般には閾値は無いと考えられている。変異原は発がんイニシエーターにもなる可能性がある。
  - 催奇性（発生毒性）：受精、受胎に係る胎児の発達(発生)に対する悪影響。胎児に奇形を起こす性質。
  - 生殖毒性：生殖に対する影響。受精、受胎、出産時等の母体の生殖能あるいは雄親の生殖能に対する悪影響。たとえば内分泌撹乱物質（いわゆる環境ホルモンなど）による不妊などの影響が挙げられる。
  - 光毒性：投与後、光に当たった場合に、投与物質が反応して皮膚に影響が現れるものをいう。投与物質自体による急性的影響と、感作性によるものがある。
  - 遅発性神経毒性：末梢神経に対する遅発性の毒性。

### 影響を受ける臓器
- 眼 - メタノールなど
- 耳（聴力） - 臭素酸塩など
- 筋肉 - 神経ガス、筋弛緩剤など
- 心臓 - ジギタリスなど、また筋肉に影響する毒は心筋にも影響する
- 肝臓 - 毒を分解する臓器であるため、ほとんどの毒
- 骨 - カドミウム（慢性）など
- 生殖器
- 毛髪 - タリウム
- 肺 - ホスゲンなどの毒性ガス（吸入）、パラコート（内服）

## 毒性試験
毒性試験には上に挙げた各種毒性に応じていろいろなものが用いられる。毒性試験の結果から求められた有害影響の発現する最も低い用量を最小毒性量（Lowest Observed Adverse Effect Level、LOAEL）という（有害とはいえない影響を含めた場合は最小影響量Lowest Observed Effect Level、LOELを用いる）。実際のリスク評価では、有害影響が生じない最大の投与量を安全な用量の基準とする。これを最大無毒性量（No Observed Adverse Effect Level、NOAEL）という（有害とはいえない影響を含めた場合は無影響量No Observed Effect Level、NOELを用いる）。
毒性試験には原則として動物（マウス、ラット、ウサギ、イヌなど）を用いるが、これらに対する毒性がヒトに対する毒性と同程度とは限らず、さらに個体差も否定できない。そこで、動物実験から求められた最大無毒性量Aを経験的な安全係数（または不確実係数。100、あるいは不確実性の大きい場合や毒性のエンドポイントが深刻な場合（催奇形性、発生神経毒性など）には300～1000といった数値）で割って、ヒトでは用量A/100、あるいはA/300～A/1000ならば毒性のリスクは無いと考える。
用いられている安全係数については理由付けが試みられているものの、経験的な値である。そのため、リスクが実際より大幅に高く推定される可能性があり、有用な物質や製品を失う結果になりかねないことが危惧されている。

### 動物実験の種差
動物実験の場合は実験動物の種により大きく実験結果が異なる場合もあり、毒性の評価においてはラットかウサギのデータがマウスやモルモットのデータより優先される。ラットとウサギの両データがある場合は指針の計算式により換算し低い（毒性が強い）方の数値を使う。ラットもウサギのデータもない場合はマウスかモルモットもしくは両方のデータが使用される。
齧歯類およびウサギ以外のデータは分類には採用しないと規定されているが、参考情報として記載される。
種差の例
| 実験動物 | 塩基性炭酸銅 （緑青の主成分） | アスピリン |
| -------- | ----------------------------- | ---------- |
| ラット   | 1350mg/kg                     | 200mg/kg   |
| ウサギ   | 159mg/kg                      | 1010mg/kg  |
| マウス   | 540mg/kg                      | 250mg/kg   |

このように塩基性炭酸銅ではウサギへの毒性が一番高く、アスピリンではラットへの毒性が一番高くなっており、化学物質に対する各動物種の感応性の差が見られる。